# Guy Fletcher
Guy Fletcher (Maidstone, 24. svibnja 1960.) engleski je glazbenik i multiinstrumentalist, najpoznatiji kao klavijaturist britanskog rock sastava Dire Straits. Sastavu se pridružio 1984. (kao drugi klavijaturist, mijenjajući Tommyja Mandela) i bio njegov član do prestanka rada sastava (1995.)
Sudjelovao je i u projektima drugih poznatih glazbenika, uglavnom kao studijski glazbenik, a posebno s Markom Knopflerom.

## Diskografija
Osim albuma s Dire Straitsima, Fletcher je do sada objavio i više samostalnih albuma:
- Inamorata (2008.)
- Stone (2009.)
- Natural Selection (2010.)
- High Roads (2016.)

## Vanjske poveznice
- Službena stranica (engl.)

### Ostali projekti
|  | Zajednički poslužitelj ima još gradiva o temi Guy Fletcher |